# ヨンフン (1997年生の歌手)
ヨンフン（韓国語：영훈、本名：キム・ヨンフン、韓国語：김영훈、1997年8月8日 - ）はCre.kerエンターテインメント所属の大韓民国の歌手、俳優である。また韓国の男性アイドルグループ「THE BOYZ」のメンバーである。

## 略歴
2017年12月6日、Cre.kerエンターテインメントからTHE BOYZのメンバーとしてデビュー。

## 出演

### ドラマ
- 恋愛革命（2020年、KakaoTV）- イ・ギョンウ役[2]
- One the Woman（2021年、SBS）- 少年時代のイ・サンユン役[3]
- 九尾狐伝1938（2023年、tvN）- 三千甲子東方朔役※カメオ出演[4]

### バラエティ
- 覆面歌王（2019年、MBC）[5]

### スペシャルMC
- M COUNTDOWN（2018年4月12日、Mnet）
- THE SHOW（2018年5月1日、SBS MTV）
- M COUNTDOWN（2018年7月12日、Mnet）
- M COUNTDOWN（2018年9月20日、Mnet）
- 人気歌謡（2019年6月9日、SBS）[6]
- 人気歌謡（2020年2月23日、SBS）[7]
- 人気歌謡（2023年8月13日、SBS）[8]

### ラジオ
- アイドルラジオ（2018年、MBCラジオ標準FM）[9]
- 正午の希望曲、キム・シニョンです（2020年、MBC FM4U）[10]
- チェ・ファジョンのパワータイム（2022年、SBSパワーFM）[11]

### 広告
- Dinto（2023年）[12][13]

## 雑誌
| 年   | 月号   | 雑誌名        | 参考          |
| ---- | ------ | ------------- | ------------- |
| 2019 | 10月号 | GQ KOREA      |               |
| 2020 | 9月号  | DAZED         |               |
| 2020 | 9月号  | Cine21        |               |
| 2021 | 2月号  | COSMOPOLITAN  | [ 14 ]        |
| 2021 | 8月号  | Singles       | [ 15 ]        |
| 2021 | 11月号 | @star1        | [ 16 ] [ 17 ] |
| 2021 | 12月号 | ARENA HOMME＋ |               |
| 2022 | 4月号  | 1st Look      |               |
| 2022 | 5月号  | Singles       | [ 18 ]        |
| 2023 | 8月号  | ARENA HOMME＋ | [ 19 ]        |